# Европско првенство у атлетици на отвореном 1938 — 200 метара за жене
Такмичење у трци на 200 метара у женској конкуренцији на Европском првенству у атлетици 1938. одржано је 18. септембра на стадиону Пратер у Бечу. Ово је било прво Европско првенство на којем су учествовале жене.

## Земље учеснице
Учествовала је 16 такмичарки из 9 земаља.
1. Белгија (2)
2. Летонија (1)
3. Мађарска (1)
4. Немачка (3)
5. Норвешка (1)
6. Пољска (3)
7. Уједињено Краљевство (3)
8. Холандија  (1)
9. Шведска (1)

## Рекорди
| Рекорди пре почетка Европског првенства 1938.     | Рекорди пре почетка Европског првенства 1938. | Рекорди пре почетка Европског првенства 1938. | Рекорди пре почетка Европског првенства 1938. | Рекорди пре почетка Европског првенства 1938. | Рекорди пре почетка Европског првенства 1938. |
| ------------------------------------------------- | --------------------------------------------- | --------------------------------------------- | --------------------------------------------- | --------------------------------------------- | --------------------------------------------- |
| Светски рекорд                                    | Станислава Валасјевич Пољска                  | 23,6                                          | Варшава Пољска                                | 4. август 1936.                               |                                               |
| Европски рекорд                                   | Станислава Валасјевич Пољска                  | 23,6                                          | Варшава Пољска                                | 4. август 1936.                               |                                               |
| Рекорди Европских првенстава                      | Ово је прво Еверопско првенство за жене       | Ово је прво Еверопско првенство за жене       | Ово је прво Еверопско првенство за жене       | Ово је прво Еверопско првенство за жене       |                                               |
| Рекорди после завршетка Европског првенства 1938. |                                               |                                               |                                               |                                               |                                               |
| Рекорди Европских првенстава                      | Станислава Валасјевич Пољска                  | 23,8                                          | Париз Француска                               | 18. септембар 1938.                           |                                               |

## Освајачи медаља
|                              |                    |                             |
| Станислава Валасјевич Пољска | Кете Краус Немачка | Фани Бланкерс-Кун Холандија |

## Резултати
Комплетно такмичење одржано је истог дана.

### Квалификације
Такмичарке су биле подељене у 3 квалификационе групе. У финале су се пласирале по две првопласиране из сваке групе (КВ).
| Место | Група | Атлетичарка           | Земља                | Резултат | Бел.    |
| ----- | ----- | --------------------- | -------------------- | -------- | ------- |
| 1.    | 1     | Станислава Валасјевич | Пољска               | 24,2     | КВ, РЕП |
| 2,    | 1     | Ида Ерл               | Немачка              | 24,7     | КВ      |
| 3.    | 2     | Фани Бланкерс-Кун     | Холандија            | 25,0     | КВ      |
| 4.    | 2     | Лилијан Чалмерс       | Уједињено Краљевство | 25,1     | КВ      |
| 5.    | 2     | Дорле Војт            | Немачка              | 25,2     |         |
| 6.    | 3     | Дороти Сондерс        | Уједињено Краљевство | 25,3     | КВ      |
| 7.    | 3     | Кете Краус            | Немачка              | 25,4     | КВ      |
| 8.    | 1     | Одри Браун            | Уједињено Краљевство | 25,6     |         |
| 9.    | 3     | Марта Вретман         | Шведска              | 26,0     |         |
| 10.   | 1     | Алида Никласе         | Норвешка             | 26,2     |         |
| 11.   | 2     | Отилија Калужа        | Пољска               | 26,4     |         |
| 12.   | 1     | Розалија Нађ          | Мађарска             | 27,0     | НР      |
| 13.   | 3     | Јадвига Гавроњска     | Пољска               | 27,2     |         |
| 14.   | 3     | Жан Лусет             | Белгија              | 27,5     |         |
| 15.   | 2     | Ана Ван Росум         | Белгија              | 28,1     |         |
| 16.   | 1     | Солвејг Томс          | Норвешка             | РН       |         |

### Финале
| Место | Атлетичарка           | Земља                | Резултат | Бел. |
| ----- | --------------------- | -------------------- | -------- | ---- |
|       | Станислава Валасјевич | Пољска               | 23,8     | РЕП  |
|       | Кете Краус            | Немачка              | 24,4     | НР   |
|       | Фани Бланкерс-Кун     | Холандија            | 24,9     |      |
| 4.    | Ида Ерл               | Немачка              | 25,0     |      |
| 5.    | Дороти Сондерс        | Уједињено Краљевство | 25,0     |      |
| 6.    | Лилијан Чалмерс       | Уједињено Краљевство | 25,0     |      |